# Grimmia exquisita
Grimmia exquisita är en bladmossart som beskrevs av Jesús Muñoz 2002. Grimmia exquisita ingår i släktet grimmior, och familjen Grimmiaceae. Inga underarter finns listade i Catalogue of Life.